# Кубок України з волейболу серед жінок 2011—2012
Кубок України з волейболу серед жінок у сезоні 2011/2012 завершився перемогою луцького клуба «Контініум-Волинь-Університет».

## Перший етап
Група А-1
1. «Хімік» (Южне)
2. « Кряж-Медуніверситет» (Вінниця)
3. «Спортліцей-Університет» (Біла Церква)

## Другий етап
Група Б-1
1. «Контініум- Волинь- Університет» (Луцьк)
2. «Хімік» (Южне)
3. «Галичанка-ТНЕУ» (Тернопіль)
4. «Джінестра» (Одеса)

Група Б-2
- «Керкінітіда»
- «Сєвєродончанка»

## Фінал чотирьох
Вирішальні ігри турніру пройшли у місті Южному Одеської області.
Склади команд:
| Команда          | Склад | Головний тренер    |
| ---------------- | --- | ------------------ |
| «Волинь»         | Юлія Біньковська, Милослава Беспалько, Валерія Вавринюк, Ганна Галицька, Анна Довгополюк, Юлія Деркач, Інна Єфимчук, Анна Житовоз, Оксана Зуйко, Юлія Козачковська, Інна Молодцова, Юлія Молодцова, Оксана Підгурська, Алла Політанська, Тетяна Поліщук, Олена Рудик, Ірина Собчук, Ольга Стасюк, Анна Степанюк, Олена Туркула, Катерина Щербяк | Богуслав Галицький |
| «Хімік»          | Оксана Бибик, Ірина Брезгун, Юлія Герасимова, Олександра Гречана, Міра Джурич, Наталья Захарчук, Катерина Кальченко, Надія Кодола, Анастасія Міщенко, Тетяна Нечеталюк, Олена Новгородченко, Дар'я Озбек, Христина Пугачова, Дар'я Степановська, Наталія Чернецька, Юлія Шелухіна (мл.), Марина Захожа                                          | Євген Ніколаєв     |
| «Керкінітіда»    | Ольга Олійник, Анастасія Нікітіна, Людмила Постовойтенко, Христина Дєжкіна, Євгенія Голдобіна, Катерина Трепаліна, Юлія Пахоменко, Олена Расточило, Анастасія Попельнюк, Надія Алішина, Ольга Гюлназарян, Анастасія Доценко, Лідія Полункіна, Анастасія Чернуха                                                                                 | Леонід Хричов      |
| «Сєвєродончанка» | Марина Дегтярьова, Інна Деніна, Світлана Галкіна, Ганна Аксамит, Ганна Бурбелюк, Світлана Лідяєва, Ганна Гінжул, Євгенія Нюхалова, Олена Сич, Ганна Лісєєнкова, Ірина Комісарова (к), Тетяна Литвиновська | Володимир Бузаєв   |

### Півфінал
| 24 грудня 2011 |

| «Волинь» | 3 – 1 (25:21, 25:12, 18:25, 25:15) | «Керкінітіда» |
| -------- | ---------------------------------- | ------------- |
|          |                                    |               |

|  |

«Контініум-Волинь-Університет»:…
«Керкінітіда»:…
| 24 грудня 2011 |

| «Хімік» | 3 – 1 (25:19, 23:25, 25:19, 25:20) | «Сєвєродончанка» |
| ------- | ---------------------------------- | ---------------- |
|         |                                    |                  |

| ФСК «Олімп» (Южне) Глядачів: 1100 Арбітр: М. Мельник (Івано-Франківськ), Віктор Козловський (Рівне) |

«Хімік»: Юлія Шелухіна (мл.), Надія Кодола, Наталія Захарчук, Катерина Кальченко, Дар'я Степановська (к), Дар'я Озбек; Оксана Бибик (л), Анастасія Міщенко, Юлія Герасимова.
«Сєвєродончанка»: Ганна Бурбелюк, Світлана Лідяєва, Олена Сич, Ірина Комісарова (к), Тетяна Литвиновська, Ганна Лісєєнкова; Ганна Гінжул (л); Марина Дегтярьова, Євгенія Нюхалова, Інна Деніна.
- Тривалість матчу: 97 хвилин  (25+24+25+23).
- Кращі гравці (версія ФВУ): Степановська — Комісарова.

### Матч за третє місце
| 25 грудня 2011 |

| «Керкінітіда» | 3 – 2 (16:25, 23:25, 25:12, 26:24, 15:12) | «Сєвєродончанка» |
| ------------- | ----------------------------------------- | ---------------- |
|               |                                           |                  |

| ФСК «Олімп» (Южне) Глядачів: 400 Арбітр: Михайло Медвідь (Запоріжжя), Віктор Козловський (Рівне) |

| 2                |   | Олена Расточило       |    |
| 3                |   | Анастасія Нікітіна    | 17 |
| 4                | л | Христина Дєжкіна      |    |
| 5                |   | Надія Алішина         |    |
| 6                |   | Ольга Олійник         | 3  |
| 7                |   | Людмила Постовойтенко | 20 |
| 8                |   | Євгенія Голдобіна     | 8  |
| 9                |   | Катерина Трепаліна    | 28 |
| 14               |   | Юлія Пархоменко       | 7  |
| Резерв:          |   |                       |    |
| 1                |   | Анастасія Доценко     |    |
| 13               |   | Анастасія Чернуха     |    |
| Головний тренер: |   |                       |    |
| Леонід Хричов    |   |                       |    |

| 1                |   | Євгенія Нюхалова    |    |
| 2                |   | Марина Дегтярьова   |    |
| 3                |   | Інна Деніна         |    |
| 6                |   | Ганна Бурбелюк      | 13 |
| 7                |   | Світлана Лідяєва    | 10 |
| 8                | л | Ганна Гінжул        |    |
| 9                |   | Олена Сич           | 17 |
| 10               |   | Ганна Лісєєнкова    | 32 |
| 11               |   | Ірина Комісарова    | 2  |
| 12               |   | Тетяна Литвиновська | 8  |
| Резерв:          |   |                     |    |
| 5                |   | Ганна Аксамит       |    |
| Головний тренер: |   |                     |    |
| Володимир Бузаєв |   |                     |    |

### Фінал
| 25 грудня 2011 |

| «Волинь» | 3 – 2 (25:11, 22:25, 27:25, 18:25, 15:12) | «Хімік» |
| -------- | ----------------------------------------- | ------- |
|          |                                           |         |

| ФСК «Олімп» (Южне) Глядачів: 1500 Арбітр: Віктор Козловський (Рівне), Михайло Мельник (Івано-Франківськ) |

| 4                  |   | Алла Політанська  |
| 6                  |   | Анна Довгополюк   |
| 7                  |   | Інна Молодцова    |
| 9                  |   | Юлія Молодцова    |
| 11                 |   | Анна Степанюк     |
| 12                 | л | Оксана Підгурська |
| 13                 |   | Олена Туркула     |
| Заміни:            |   |                   |
| 3                  |   | Тетяна Поліщук    |
| 1                  |   | Юлія Деркач       |
| Головний тренер:   |   |                   |
| Богуслав Галицький |   |                   |

| 1                |   | Катерина Кальченко  |
| 2                |   | Надія Кодола        |
| 6                |   | Юлія Шелухіна (мл.) |
| 8                |   | Наталія Захарчук    |
| 10               |   | Дар'я Степановська  |
| 14               | л | Оксана Бибик        |
| 15               |   | Дар'я Озбек         |
| Заміни:          |   |                     |
| 9                |   | Юлія Герасимова     |
| 11               |   | Христина Пугачева   |
| 13               |   | Олена Новгородченко |
| 16               |   | Тетяна Нечеталюк    |
| Головний тренер: |   |                     |
| Євген Ніколаєв   |   |                     |

- Тривалість матчу: 118 хвилин (20+26+31+24+17).
- Кращі гравці (версія ФВУ): Політанська — Кодола.

## Лауреати
За підсумками «Фіналу чотирьох» нагородили кращих волейболісток турніру:
- Найкращий гравець: Інна Молодцова («Волинь»)
- Зв'язуючий: Алла Політанська («Волинь»)
- Блокувальник: Юлія Шелухіна («Хімік»)
- Захисник: Христина Дєжкіна («Керкінітіда»)
- Нападник (найрезультативніший гравець): Ганна Лісєєнкова («Сєвєродончанка»)